# 佩特曲霉
佩特曲霉（学名：Aspergillus petrakii）是属于散囊菌目发菌科曲霉属的一种真菌，可生长在马铃薯甲虫、蛋壳等基物上。该种分布于中国、匈牙利等地。